# Noruega en los Juegos Olímpicos de Nagano 1998
Noruega estuvo representada en los Juegos Olímpicos de Nagano 1998 por un total de 76 deportistas que compitieron en 10 deportes.  
El portador de la bandera en la ceremonia de apertura fue el saltador en esquí Espen Bredesen.

## Medallistas
El equipo olímpico noruego obtuvo las siguientes medallas:
| Nombre                                                                            | Deporte               | Competición                   |
| --------------------------------------------------------------------------------- | --------------------- | ----------------------------- |
| Oro                                                                               |                       |                               |
| Ole Einar Bjørndalen                                                              | Biatlón               | 10 km M                       |
| Halvard Hanevold                                                                  | Biatlón               | 20 km M                       |
| Bjarte Engen Vik                                                                  | Combinada nórdica     | Trampolín normal + 15 km M    |
| Halldor Skard Kenneth Braaten Bjarte Engen Vik Fred Børre Lundberg                | Combinada nórdica     | Trampolín normal + 4 × 5 km M |
| Hans-Petter Buraas                                                                | Esquí alpino          | Eslalon M                     |
| Thomas Alsgaard                                                                   | Esquí de fondo        | 25 km persecución M           |
| Bjørn Dæhlie                                                                      | Esquí de fondo        | 10 km M                       |
| Bjørn Dæhlie                                                                      | Esquí de fondo        | 50 km M                       |
| Sture Sivertsen Erling Jevne Bjørn Dæhlie Thomas Alsgaard                         | Esquí de fondo        | 4 × 10 km M                   |
| Ådne Søndrål                                                                      | Patinaje de velocidad | 1500 m M                      |
| Plata                                                                             |                       |                               |
| Frode Andresen                                                                    | Biatlón               | 10 km M                       |
| Egil Gjelland Halvard Hanevold Dag Bjørndalen Ole Einar Bjørndalen                | Biatlón               | 4 × 7,5 km M                  |
| Ole Kristian Furuseth                                                             | Esquí alpino          | Eslalon M                     |
| Lasse Kjus                                                                        | Esquí alpino          | Descenso M                    |
| Lasse Kjus                                                                        | Esquí alpino          | Combinada M                   |
| Bjørn Dæhlie                                                                      | Esquí de fondo        | 25 km persecución M           |
| Erling Jevne                                                                      | Esquí de fondo        | 30 km M                       |
| Bente Skari Marit Mikkelsplass Elin Nilsen Anita Moen                             | Esquí de fondo        | 4 × 5 km F                    |
| Daniel Franck                                                                     | Snowboard             | Halfpipe M                    |
| Stine Brun Kjeldaas                                                               | Snowboard             | Halfpipe F                    |
| Bronce                                                                            |                       |                               |
| Ann-Elen Skjelbreid Annette Sikveland Gunn Margit Andreassen Liv Grete Skjelbreid | Biatlón               | 4 × 7,5 km F                  |
| Eigil Ramsfjell Jan Thoresen Stig-Arne Gunnestad Anthon Grimsmo Tore Torvbråten   | Curling               | Equipo M                      |
| Kari Traa                                                                         | Esquí acrobático      | Baches F                      |
| Bente Skari                                                                       | Esquí de fondo        | 5 km F                        |
| Anita Moen                                                                        | Esquí de fondo        | 15 km F                       |